# PhpBB
phpBB ist eine freie, quelloffene Software zur serverseitigen Bereitstellung eines Internetforums im Stile eines Bulletin Boards, das auf der Skriptsprache PHP basiert und viele Datenbanken, z. B. MySQL und PostgreSQL, unterstützt. Es steht unter der GNU General Public License.
Neben der Datenbankunterstützung bietet phpBB die Verwendung von Vorlagen (Templates), um das komfortable Anpassen des Aussehens an die Seite zu ermöglichen, sowie eine weite Internationalisierung.

## Geschichte
Die Entwicklung von phpBB wurde von James Atkinson als ein simples, im Stil von Ultimate Bulletin Boards gehaltenes Forum für seine eigene Website am 17. Juni 2000 gestartet. Nathan Codding und John Abela schlossen sich dem Team an, nachdem phpBB in ein CVS-Repository bei SourceForge verschoben wurde, und die Arbeit an der Version 1.0.0 begann. Eine funktionsfähige Vorabversion war am 1. Juli 2000 fertig.
phpBB 1.0.0 wurde am 16. Dezember 2000 veröffentlicht, mit vielen Verbesserungen am Code in den folgenden beiden Major-Versionen (phpBB 1.2.0 wurde am 16. Februar und 1.4.0 am 25. April 2001 veröffentlicht). Der letzte Release der 1.x-Linie war phpBB 1.4.4, veröffentlicht am 6. November 2001. Unterdessen hatten sich Bart van Bragt, Paul S. Owen, Jonathan Haase und Frank Feingold dem Entwicklerteam angeschlossen.
Die Entwicklung von phpBB 2.0.x wurde am 17. Februar 2001 begonnen. Es wurde von Grund auf neu entwickelt, da die Ambitionen der Entwickler die Möglichkeiten des originalen Codes überschritten. Doug Kelly trat der Entwicklung kurz danach bei. Nach einem Jahr Entwickeln und Testen wurde phpBB 2.0.0, die „Super-Furry“-Edition (englisch „super-pelzig“), am 4. April 2002 veröffentlicht. Zuletzt trat phpBB durch häufige Bugfixes in Erscheinung. Der letzte offizielle Release in der 2.0.x-Linie war 2.0.23. Neue Releases in der 2.0.x-Linie beschränken sich nun auf die Behebung von Bugs und Sicherheitslücken. Zum 1. Januar 2009 wurde der offizielle Support für phpBB2 eingestellt.
Die Entwicklerversion von phpBB 3.0 hat den Codenamen „Olympus“. Ursprünglich sollte sie die Versionsnummer 2.2 tragen, wegen massiver Änderungen am Kern der Software wurde sie jedoch in 3.0 geändert. Am 17. Juni 2006 erschien die erste Beta-Version 3.0 Beta 1, am 12. August 2006 erschien phpBB 3.0 Beta 2. Am 13. Dezember 2007 erschien die fertige Version.
Die Entwicklung von phpBB 3.0 wurde von mehreren Änderungen im Entwicklerteam geprägt. Nachdem Paul S. Owen im September 2005 das Team unerwartet verlassen hat, übernahm Meik Sievertsen die Leitung des Entwicklerteams. Seitdem wurde das Entwicklerteam wieder vergrößert, indem David M., Nils Adermann, Graham Eames und Ludovic Arnaud dem Team beitraten.
Am 15. Januar 2010 trat Meik Sievertsen nach 4 Jahren als Leiter des Entwicklerteams zurück. Die Leitung wurde daraufhin von Nils Adermann übernommen.
Fast sieben Jahre nachdem phpBB 3.0 veröffentlicht wurde, erschien am 28. Oktober 2014 die „Feature“-Version 3.1 mit dem Codenamen „Ascraeus“. Sie enthält mehrere neue Funktionen, u. a. eine einfachere Installation für Erweiterungen.
Am 10. Februar 2016 trat Nils Adermann nach fast 6 Jahren von der Leitung des Entwicklerteams zurück, verblieb aber im Entwicklerteam. Marc Alexander übernahm stattdessen die Leitung. Am 21. September 2017 trat Nils Adermann schließlich endgültig aus dem Entwicklerteam und dem Managementteam aus.

## phpBB 1
phpBB 1.0 war die erste Versionslinie von phpBB. Diese hat zur großen Verbreitung und heutigen Popularität von phpBB beigetragen. Die erste Version war 1.0.0 und wurde am 16. Dezember 2000 veröffentlicht. Es folgten phpBB 1.2.x sowie 1.4.x, anschließend wurde die Hauptversionsnummer erhöht, da die Änderungen am Code von phpBB 1.4 zu umfangreich wurden. Die letzte Version war phpBB 1.4.4 (veröffentlicht am 6. November 2001).
phpBB 1 konnte nur mit einer MySQL-Datenbank arbeiten. Weil es für ältere PHP-Versionen geschrieben wurde, ist diese Version heute mit aktueller Software nur noch eingeschränkt lauffähig. Vom Verwenden dieser Versionen wird generell abgeraten, vor allem da sie nicht mehr offiziell unterstützt werden, bekannte Sicherheitslücken aufweisen und auf potentiell gefährliche Funktionen von PHP zurückgreifen (register_globals).

## phpBB 2
Die Entwicklung von phpBB 2.0 begann am 17. Februar 2001 und dauerte fast 14 Monate. Die finale Version von phpBB 2.0 wurde am 4. April 2002 veröffentlicht.
Der Code ist weitgehend einfach gehalten; die Tatsache, dass es freie Software ist, sowie die große Anzahl von Templates und Modifikationen machen es flexibel. Da phpBB eine Vielzahl von Datenbanken unterstützt, kann es auf vielen Servern betrieben werden.
Die Installation ist einfach gehalten, um auch Einsteigern das Einrichten eines Forums in wenigen Minuten zu ermöglichen. Dasselbe gilt für den Administrationsbereich sowie die Moderatorenkontrolle.
Am 16. April 2008 wurde bekannt gegeben, dass zum 1. Januar 2009 der Support für phpBB 2 eingestellt werden sollte, bis zum 1. Februar 2009 sollte es aber noch, falls nötig, Sicherheitspatches geben.

### Funktionsübersicht
Zum Zeitpunkt der Veröffentlichung war phpBB 2 ein fortschrittliches Forensystem. Mittlerweile fehlen allerdings einige Funktionen, die von Foren-Administratoren sowie Benutzern oft gefordert werden.
Die wichtigsten Funktionen von phpBB 2 sind:
- Unbegrenzt viele Foren und Kategorien
- Gruppen- und Benutzer-basierte Rechteverwaltung
- Privates Nachrichtensystem
- Umfassender Administratoren-Bereich

Als zentrales Element fehlen effektive Funktionen für die Spambekämpfung.

### Forks
Die freie Lizenz des phpBB ermöglicht es, den Code selbst zu bearbeiten und weiterzuverbreiten. Dies hat zur Folge, dass einige Forks existieren. Diese bestehen teilweise aus dem phpBB-Kern und einigen MODs, teilweise wurde der Code aber auch stark verändert. Zu den bekanntesten deutschen Forks zählen phpBB Plus, das nicht mehr aktiv weiterentwickelt wird, und Orion Forum CBACK, welches mittlerweile auch nicht mehr auf der Basis von phpBB2 entwickelt wird.

## phpBB 3
phpBB 3 (Codename „Olympus“) ist der Nachfolger von phpBB 2 und wurde am 13. Dezember 2007 veröffentlicht.
Olympus bringt viele Veränderungen im Code sowie viele Funktionen mit sich, die auf Wunsch der Benutzergemeinde integriert wurden.
Die Entwicklung hat kurz nach der Veröffentlichung von phpBB 2 begonnen und wurde langfristig vorangetrieben. Zuletzt wurde auch die Hauptversionsnummer erhöht, um zu verdeutlichen, dass seit Erscheinen der Vorgängerversion größere Weiterentwicklungen eingeflossen sind.

### Versionsgeschichte
Am 18. Juni 2006 wurde die Beta 1 von phpBB 3 veröffentlicht. Die letzte Vorversion (RC 8) wurde am 1. Dezember 2007, veröffentlicht. Am 9. Dezember 2007 kündigten die Entwickler – anlässlich des siebten Geburtstags von phpBB 1.0 – die Veröffentlichung von phpBB 3.0 Gold für den 13. Dezember 2007, 17:00 Uhr GMT, an.
| Legende: | Ältere Version; nicht mehr unterstützt | Ältere Version; noch unterstützt | Aktuelle Version | Aktuelle Vorabversion | Zukünftige Version |

| Version    | Codename Hauptversion | Codename Unterversion                              | Veröffentlichung(a) | Wichtigste Änderungen |
| ---------- | --------------------- | -------------------------------------------------- | ------------------- | --- |
| 3.0.0      | Olympus               |                                                    | 13. Dezember 2007   | Finale Version |
| 3.0.1      | Olympus               |                                                    | 7. April 2008       | Fehlerbereinigungen |
| 3.0.2      | Olympus               |                                                    | 10. Juli 2008       | Fehlerbereinigungen |
| 3.0.3      | Olympus               | Hooray... new features                             | 12. November 2008   | Fehlerbereinigungen |
| 3.0.4      | Olympus               | one year anniversary                               | 12. Dezember 2008   | Fehlerbereinigungen |
| 3.0.5      | Olympus               | quite furry                                        | 31. Mai 2009        | Fehlerbereinigungen |
| 3.0.6      | Olympus               | Fast and Furrious                                  | 17. November 2009   | Fehlerbereinigungen, einige neue Funktionen                                                                                    |
| 3.0.7      | Olympus               | Run bugs, run! Bertie is coming!                   | 28. Februar 2010    | Fehlerbereinigungen |
| 3.0.7-PL1  | Olympus               |                                                    | 6. März 2010        | Sicherheitslücke bereinigt |
| 3.0.8      | Olympus               | Patience is a Virtue                               | 20. November 2010   | Fehlerbereinigungen |
| 3.0.9      | Olympus               | Bertie's off to the beach                          | 11. Juli 2011       | Fehlerbereinigungen |
| 3.0.10     | Olympus               | Bertie's new year present                          | 2. Januar 2012      | Fehlerbereinigungen |
| 3.0.11     | Olympus               | Bertie's long summer vacation                      | 25. August 2012     | Fehlerbereinigungen |
| 3.0.12     | Olympus               | Richard 'D¡cky' Foote                              | 28. September 2013  | Fehlerbereinigungen |
| 3.0.13     | Olympus               | Return of the Bertie                               | 26. Januar 2015     | Fehlerbereinigungen, Sicherheitsupdate                                                                                         |
| 3.0.13-PL1 | Olympus               |                                                    | 30. Januar 2015     | Fehlerbereinigungen |
| 3.0.14     | Olympus               | Securing the thermal exhaust port                  | 4. Mai 2015         | Fehlerbereinigungen, Sicherheitsupdate                                                                                         |
| 3.1        | Ascraeus              |                                                    | 28. Oktober 2014    | Fehlerbereinigungen, neue Funktionen u. a. eine neue Template-Engine, Einsatz von Symfony, Responsive Webdesign                |
| 3.1.1      | Ascraeus              |                                                    | 1. November 2014    | Sicherheitslücke bereinigt, einige Fehler beim Update von phpBB 3.0 behoben                                                    |
| 3.1.2      | Ascraeus              |                                                    | 25. November 2014   | Sicherheitslücken bereinigt, Fehlerbereinigungen                                                                               |
| 3.1.3      | Ascraeus              | The Bertie Strikes Back                            | 1. Februar 2015     | Sicherheitslücke bereinigt, Fehlerbereinigungen                                                                                |
| 3.1.4      | Ascraeus              | May the fourth be with you                         | 4. Mai 2015         | Sicherheitslücke bereinigt, Fehlerbereinigungen                                                                                |
| 3.1.5      | Ascraeus              | Bertie returning from the City of a Hundred Spires | 16. Juni 2015       | Sicherheitslücke bereinigt, Fehlerbereinigungen                                                                                |
| 3.1.6      | Ascraeus              | Weekend at Bertie's                                | 12. September 2015  | Sicherheitslücke bereinigt, Fehlerbereinigungen                                                                                |
| 3.1.7-PL1  | Ascraeus              | The Bertie Awakens                                 | 11. Januar 2016     | Sicherheitslücke bereinigt, Fehlerbereinigungen                                                                                |
| 3.1.8      | Ascraeus              | Bertie's late Valentine's present                  | 21. Februar 2016    | Fehlerbereinigungen |
| 3.1.9      | Ascraeus              | Bertie's virtual reality beach                     | 17. April 2016      | Fehlerbereinigungen |
| 3.1.10     | Ascraeus              | Bertie's Indian Summer                             | 12. Oktober 2016    | Sicherheitslücke bereinigt, Fehlerbereinigungen                                                                                |
| 3.1.11     | Ascraeus              | Bertie's Cassini hitchhike                         | 16. Juli 2017       | Sicherheitslücke bereinigt, Fehlerbereinigungen                                                                                |
| 3.1.12     | Ascraeus              | Bertie*s look back at Mars                         | 7. Januar 2018      | Sicherheitslücke bereinigt, Fehlerbereinigungen                                                                                |
| 3.2.0      | Rhea                  |                                                    | 7. Januar 2017      | Neue Funktionen, Template-Überarbeitung, PHP 7.0/7.1 Support                                                                   |
| 3.2.1      | Rhea                  | War for the Planet of Berties                      | 16. Juli 2017       | Sicherheitslücke bereinigt, Fehlerbereinigungen                                                                                |
| 3.2.2      | Rhea                  | Bertie's new year Resolution                       | 7. Januar 2018      | Sicherheitslücke bereinigt, Fehlerbereinigungen, PHP 7.2 Support                                                               |
| 3.2.3      | Rhea                  | Bertie's long summer                               | 13. September 2018  | Fehlerbereinigungen, Aufgabe der Unterstützung der „HipHop Virtual Machine“ und weitere kleine Anpassungen                     |
| 3.2.4      | Rhea                  | Bertie's stache                                    | 16. November 2018   | Fehlerbereinigungen, Template-Events unterstützen Twig-Syntax                                                                  |
| 3.2.5      | Rhea                  | Bertie's secret sant                               | 22. Dezember 2018   | Fehlerbereinigungen |
| 3.2.6      | Rhea                  | Bertie snow                                        | 29. April 2019      | Sicherheitslücke bereinigt, Fehlerbereinigungen                                                                                |
| 3.2.7      | Rhea                  | Bertie's force field                               | 5. Mai 2019         | Fehlerbereinigungen |
| 3.2.8      | Rhea                  |                                                    | 20. September 2019  | Sicherheitslücken bereinigt, Fehlerbereinigungen                                                                               |
| 3.2.9      | Rhea                  | The Rise of Bertie                                 | 6. Januar 2020      | Sicherheitslücken bereinigt, Fehlerbereinigungen                                                                               |
| 3.2.10     | Rhea                  | Bertie's look back at Rhea                         | 7. August 2020      | Sicherheitslücken bereinigt, Fehlerbereinigungen                                                                               |
| 3.2.11     | Rhea                  | The Name of the Bertie                             | 6. November 2020    | Sicherheitslücken bereinigt, Fehlerbereinigungen                                                                               |
| 3.3.0      | Proteus               |                                                    | 6. Januar 2020      | Sicherheitslücken bereinigt, Fehlerbereinigungen, neue Funktionen, PHP 7.3/7.4 Support, minimal unterstützte PHP-Version 7.1.3 |
| 3.3.1      | Proteus               | Bertie's Twenty                                    | 7. August 2020      | Sicherheitslücken bereinigt, Fehlerbereinigungen, neue Funktionen                                                              |
| 3.3.2      | Proteus               | From Bertie with Love                              | 6. November 2020    | Sicherheitslücken bereinigt, Fehlerbereinigungen, neue Funktionen                                                              |
| 3.3.3      | Proteus               | Bertie Tripple Distilled                           | 29. Januar 2021     | Fehlerbereinigungen, MySQL-8- und PHP-8-Support                                                                                |
| 3.3.4      | Proteus               | Bertie's garden work                               | 1. Mai 2021         | Fehlerbereinigungen, verbesserter PHP-8-Support                                                                                |
| 3.3.5      | Proteus               | Ich bin ein Bertie                                 | 3. Oktober 2021     | Fehlerbereinigungen, verbesserter PHP-8-Support                                                                                |
| 3.3.6      | Proteus               | The Book of Bertie                                 | 15. März 2022       | Fehlerbereinigungen, Support für SVG und webp                                                                                  |
| 3.3.7      | Proteus               | The Book of Bertie, Part Two                       | 17. März 2022       | Fehlerbereinigung |
| 3.3.8      | Proteus               | Bertie: Beer and Summer                            | 27. Juni 2022       | Fehlerbereinigung |
| 3.3.9      | Proteus               | Bertie's lunar flyby                               | 28. November 2022   | Fehlerbereinigung |
| 3.3.10     | Proteus               | The Way of Bertie                                  | 5. Februar 2023     | Fehlerbereinigung |
| 3.3.11     | Proteus               | Bertie's Trip to Zagreb                            | 22. Oktober 2023    | Fehlerbereinigung |
| 3.3.12     | Proteus               | Bertie: A phpBB Saga                               | 1. Juni 2024        | Fehlerbereinigung |
| 3.3.13     | Proteus               | Bertie & Ted                                       | 29. August 2024     | Fehlerbereinigungen + Verbesserungen                                                                                           |
| 3.3.14     | Proteus               | Bertie All Along                                   | 20. November 2024   | Fehlerbereinigungen + Verbesserungen                                                                                           |

### Funktionsübersicht
phpBB 3.0 beinhaltet alle Funktionen von phpBB 2 sowie einige zusätzliche Funktionen:
- Ein neues Standardtheme
- Foren sind nicht mehr an Kategorien gebunden und können beliebig tief verschachtelt werden
- Ein neuer Administrations-Bereich mit besserem Berechtigungssystem
- Ein neues Update-System soll Codeänderungen berücksichtigen
- Verwarnungssystem
- Erweiterte Einstellungsmöglichkeiten für Benutzergruppen
- Erweitertes Benutzer-Kontrollzentrum (z. B. Benachrichtigungen per XMPP)
- Dateianhänge in Beiträgen und privaten Nachrichten
- Volle UTF8-Unterstützung.

### Administrationsbereich mit neuem Berechtigungssystem

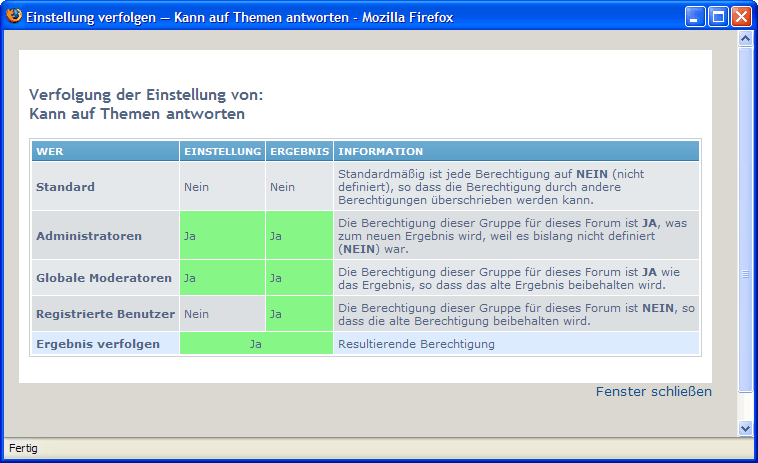
Verfolgen von effektiven Berechtigungen im Administrationsbereich von phpBB 3

Verglichen mit dem Funktionsumfang von phpBB 2 wurde der Administrationsbereich mit all seinen Optionen und Einstellungsmöglichkeiten bedeutend umfangreicher.
Vor allem das Berechtigungssystem wurde in phpBB 3 stark erweitert, jedoch gleichzeitig auch vereinfacht. So sind die Berechtigungen jetzt in den drei Stufen „Ja“, „Nein“ und „Nie“ einstellbar: „Nein“ beschreibt, dass das entsprechende Recht dem Benutzer an dieser Stelle nicht zugewiesen wird, obwohl es das jedoch an anderer Stelle sein kann. Ein „Ja“ gibt dem Benutzer das entsprechende Recht, ein an anderer Stelle gesetztes „Nein“ ändert daran nichts. Nur durch ein „Nie“ kann ein Recht dem Benutzer grundsätzlich entzogen werden, auch wenn es ihm an anderer Stelle gegeben wird. Des Weiteren gibt es vordefinierte Rollen für Nutzer, Moderatoren und Administratoren, die es überflüssig machen, alle Optionen einzeln einzustellen.

## Styles und Modifikationen
Dass jedermann den Quelltext des phpBB einsehen und bearbeiten darf, begünstigt die Erstellung von Modifikationen („MODs“) für phpBB. Diese bringen neue Funktionen oder auch Änderungen an bestehenden Funktionen und können zum Großteil innerhalb weniger Minuten eingebaut werden. Es existieren mehrere Modifikations-Datenbanken für phpBB. Die offizielle Datenbank zählt im Oktober 2011 über 400 Modifikationen.
Das Templatesystem des phpBB erlaubt es, das Aussehen des Forums ohne Änderungen am PHP-Code zu verändern. Außerdem können durch ein Template mit kleinen Änderungen am PHP-Code auch eigene dynamische Inhalte in die Ansicht eingefügt werden. Gleich wie für Modifikationen gibt es mehrere Style-Datenbanken; die offizielle Datenbank zählt im Januar 2018 über 600 Styles.